# Gymnometriocnemus brumalis
Gymnometriocnemus brumalis är en tvåvingeart som först beskrevs av Edwards 1929.  Gymnometriocnemus brumalis ingår i släktet Gymnometriocnemus och familjen fjädermyggor. Arten är reproducerande i Sverige. Inga underarter finns listade i Catalogue of Life.